# 후카가와 세리아
후카가와 세리아(일본어: 深川 芹亜 ふかがわ せりあ[*], 1995년 9월 26일 ~ )는 일본의 성우. 사가현 출신. 액셀원 소속.